# Колекционерство
Колекционерството е вид хоби, изразяващо се в събиране на специфични предмети, представляващи интерес за събиращия ги.

## Същност
Колекционерството включва търсене, локализиране, придобиване, организиране, каталогизиране, показване, съхраняване и поддържане на предмети, представляващи интерес за отделния колекционер. Колекциите се различават в голямо разнообразие, най-очевидно по естеството и обхвата на съдържащите се обекти, но също така и по предназначение, представяне и т.н. Обхватът на възможните теми за колекция е практически неограничен и колекционерите са реализирали огромен брой от тези възможности на практика, въпреки че някои са много по-популярни от други. За колекционирането няма възрастови ограничения. Колекционерите, които започват в началото на живота си, често променят целите си, когато остареят. Възникването на Интернет, като глобален форум за различни колекционери, позволи на изолираните ентусиасти да се намерят взаимно.
Колекционер се нарича човек, който събира еднородни предмети, формиращи колекция.
Търговски вериги използват често детската страст към трупане на символични съкровища, като предлагат колекции от фигурки или картички.
Предметите, обект на колекциониране, могат да бъдат антични (на поне 100 години) или по-съвременни. Думата vintage описва сравнително стари колекционерски предмети, които все още не са антики.

## Видове

### Колекциониране на предмети
Науките, изучаващи предмети от различно естество, генерират и съответния колекционерски интерес. Сред най-популярните са:
- алкоминималистика – малограмажни бутилки с алкохол, каквито предлага мини барът на хотелски стаи
- бирофилия – предмети на бирената атрибутика (бутилки, халби, чаши, капачки, етикети, отварачки, табели, подложки за сервиране и т.н.)
- витафилията – пръстени от пури
- глюкофилия – пакетчета със захар за кафе
- делтиология – пощенски картички
- екслибристика – художествено изработени графични знаци или етикети, които се отпечатват или залепват на вътрешната корица на книгата, за да удостоверят нейния собственик
- календаристика – визитки, календари
- календаристика (филотаймия) – календари и джобни календарчета
- конхиофилията – морски раковини и мидички
- ксирофилията – опаковки от бръснарски ножчета
- нумизматика – древни и съвременни монети
  - ероризъм (от англ. error – грешка) – бракувани, сгрешени монети
  - екзонумия – нумизматични предмети (като жетони, медали, нотгелд, финансови бонове, значки и ленти), различни от монети и хартиени пари
  - фалеристика – почетни награди (като наградни кръстове, медали, ордени‎, значки, пафти, плакети и др.)
- постерофилия – постери и афиши
- сигнуманистика – отличителни знаци, нашивки и пагони
- сфрагистика – печати на средновековни владетели, висши духовници, градовете и др.
- филателия – пощенски марки
- филобутанистите – копчетата от военни униформи
- филолидията – пластмасови капачки от безалкохолни напитки
- филумения – етикети от кибритени кутии
- фумофилията – цигарени кутии и цигарета
- хербарий – изсушени растения

Колекционират се още: редки книжни издания, автографи, салфетки, чинии, часовници, автомобили, картини, скулптори, живи (напр. екзотични рибки в аквариум; зоологически колекции) и препарирани животни, птичи яйца, минерали и др.

### Спортни постижения
В тениса понятието „Голям шлем“ описва колекцията от купи за спечелените четири най-големи турнири за календарна година.
От 2010-те понятията във футбола quadruple, quintuple и sextuple (четворна, петорна и шесткратна победа в състезания/купи/първенства) се използват за означаване на спечелване на четири, пет и шест трофея в рамките на един сезон. В различни спортове се използват и термините дабъл и требъл (на руски „златен хеттрик“). Хеттрик във футбола е термин, който означава отбелязването на три гола от един играч в рамките на един мач.
Трипъл-дабъл е постижение в баскетбола, при което един баскетболист успява да постигне в един мач в три от петте лични статистически категории (точки, борби, асистенции, откраднати топки и блокирани стрелби) 10 или повече единици.

### Колекциониране на преживявания
Колекционирането може да се използва и в преносен смисъл, където например американският мултимилионер Стив Фосет се сочи като колекционер на преживявания, докато събира рекорди. Фосет успява да счупи световни рекорди като пилот, ветроходец и екстремен спортист, но го погубва полет с балон.